# Тибо, Антон Фридрих Юстус
Антон Фридрих Юстус Тибо (нем. Anton Friedrich Justus Thibaut; 4 января 1772, Хамельн — 20 марта 1840, Гейдельберг) — немецкий юрист и музыкант.

## Происхождение и образование
Антон Фридрих Юстус Тибо родился в Хамельне, что в Курфюршестве Ганновер, в семье офицера ганноверской армии. Родители его происходили из французских изгнанников-гугенотов.
После окончания школы в Хамельне и Ганновере, Тибо поступил в Гёттингенский университет, где начал изучать юриспруденцию. Впоследствии он перешёл оттуда в Кёнигсбергский университет, где слушал курс у Иммануила Канта, а потом в Кильский университет, где учился вместе с Бартольдом Георгом Нибуром. Там он получил учёную степень доктора юридических наук и должность приват-доцента.

## Юридическая карьера
В 1798 году Тибо был назначен экстраординарным профессором гражданского права, и в том же году появилась его сочинение «Versuche über einzelne Theile der Theorie des Rechts» (1798), сборник эссе по теории права, из которых самым важным можно назвать «Über den Einfluss der Philosophie auf die Auslegung der positiven Gesetze», в котором он указывал, что история без философии не может объяснить и раскрыть сущность права.
Антона Фридриха Юстуса Тибо считают обыкновенно представителем так называемой «философской школы права» и отодвигают этим существо его идей к XVIII веку, приписывая ему все достоинства и увлечения этого века в противоположность научным идеям начала XIX века, когда доминировали идеи исторической школы права, в частности, Савиньи. На самом деле влияния учителя — Канта, и друга — Нибура, сделали из Тибо гораздо более представителя новой школы, юриста «историко-философского» направления (как себя и называл сам Тибо) — направления, полный расцвет которого наступил лишь во второй половине XIX века.
В сочинениях Тибо нет общей, формально-логической схемы идей естественного права, из которой последовательно выводились бы частые изложения науки. Также, Тибо резко отрицает крайности философской школы и защищает значение истории права, изучение которой настойчиво рекомендует всякому практику, желающему понять право в его идеях, основах и развитии, а не только в букве закона.
В 1799 году вышла одна из его ключевых работ — «Theorie der logischen Auslegung des römischen Rechts». В 1802 году он публикует критические замечания к теории уголовного права Пауля Йоханна Анзельма фон Фейербаха, сходные с позицией Джереми Бентама. В том же году у Тибо выходит трактат о праве собственности и его ограничениях — «Über Besitz und Verjahrung».
В 1802 году Антон Фридрих Юстус Тибо был приглашён в университет Йены, где пробыл три года, написав в это время свой основной труд «System des Pandektenrechts» (1803), выдержавший многочисленные переиздания.
Книга приобрела известность, потому что явилась первым настолько полным собранием, свободно и подробно осветившим современные вопросы применения римского права в Германии. Она поспособствовала кодификации римского права, обобщению его с наработками канонического права и судебной практики, установлению пандектной системы гражданского права.
По приглашению Великого герцога Бадена Карла Фридриха Тибо перешёл в Гейдельбергский университет, чтобы занять кафедру гражданского права и оказать содействие в организации университета.
После этого он никогда не покидал Гейдельберга, хотя благодаря растущей известности, ему предлагали места в Гёттингене, Мюнхене и Лейпциге. Его слава и влияние среди юристов того времени были так велики, что могли сравнится только с Густавом Гуго и Фридрихом Карлом фон Савиньи.
В 1814 году вышло его «Civilistische Abhandlungen», из которых главным было знаменитое эссе, вызвавшее оживлённую полемику, о необходимости введения национального кодекса гражданского права для Германии.
Эссе о необходимости германского гражданского кодекса («Über die Nothwendigkeit eines allgemeinen bürgerlichen Rechts für Deutschland»), было вызвано энтузиазмом освободительной войны с Наполеоном и написано за 14 дней. В своих мемуарах «Archiv für die civilistische Praxis» (1838) Тибо объяснил, чем было вызвано вдохновение при написании этого памятного сочинения. Он осознавал те перемены, которые влечёт для будущего Германии, поход немецких солдат к Парижу в 1814 году. Хотя он поддерживал раздробленную политическую систему государств Германии, в то же время считал, что страна нуждалась в едином праве. Поэтому Тибо призывал работать над этой проблемой все германские правительства. Его эссе явилось важным аргументом за кодификацию германского права.
Савиньи принял этот вызов, написав в ответ «Über den Beruf unserer Zeit für Gesetzgebung und Rechtswissenschaft» (1814). Спор Тибо и Савиньи, хотя и дал рождение исторической школе права, позволив последнему выдвинуться на первый план с проповедью бессознательного образования права из народной жизни (см. Национальный дух), в конце концов, завершился победой Тибо.
В 1819 году Антон Фридрих Юстус Тибо стал членом верхней палаты созданного в Бадене парламента. Он был также членом суда по бракоразводным делам (нем. Scheidungsgericht).
В 1836 году он опубликовал «Erorterungen des romischen Rechts». Одной из последних его работ стал вклад в «Archiv für die civilistische Praxis» (1838), где он был одним из редакторов.
Тибо умер после непродолжительной болезни 20 марта 1840 в Гейдельберге.

## Семья
Тибо женился в 1800 году на дочери профессора Алерса из Киля. Его брат Бернард Фридрих Тибо был профессором математики в Гёттингене.

## Наследие
Помимо юридической деятельности Тибо известен и как музыкант. В 1824 году он анонимно опубликовал сочинение «О чистоте музыки» («Über die Reinheit der Tonkunst»), в которой выступил против засилья современной ему церковной музыки, и призвал вернуться к «классическим» композиторам, таким как Джованни Пьерлуиджи да Палестрина, Томас Луис де Виктория и Орландо ди Лассо. Он коллекционировал старые композиции и часто посылал молодых людей в Италию, за свой счёт, чтобы приобрести музыкальные рукописи.
Создатели Гражданского кодекса Германии — Германского гражданского уложения (Bürgerliches Gesetzbuch) при классификации частно-правовых тем в немалой степени использовали метод Тибо. В то же время, кодекс соединил в себе общее право нескольких германских государств, которые было смешано с usus pandectarum в гармоничное целое, что не отражает его влияния. Тибо был одним из самых ранних критиков разделов, установленных Институциями Юстиниана, и вёл с Густавом Гуго споры по этим вопросам.